# Устинов Віктор Матвійович
Усти́нов Ві́ктор Матві́йович (17 жовтня 1926, Казань, РРФСР, СРСР — 29 січня 2018, Чернігів, Україна) — український радянський архітектор, у 1960-х — 1970-х — головний архітектор Чернігова.

## Життєпис
Народився 26 жовтня 1926 року в місті Казань у родині лісничого.
У 1943 році був мобілізований до лав Червоної армії. Упродовж 6 років ніс службу в рядах Збройних сил СРСР.
Навчався у Московському архітектурному інституті.
У грудні 1964 року прибув до Чернігова як головний архітектор міста, виборовши першість у конкурсі на цю посаду. У 1973 році обійняв посаду головного архітектора Діпроцивільпромбуду, тоді ж зорганізував та очолив Обласну спілку архітекторів.
У 1990-х працював головним спеціалістом Відділу охорони пам'яток старовини при Обласному управлінні архітектури Чернігівської ОДА.
Помер 29 січня 2018 року. Заупокійна відправа була здійснена 30 січня 2018 року в храмі Всіх Святих Чернігівських настоятелем Петром Казновецьким, поховано архітектора поблизу спроєктованої ним церкви Святителя Феодосія Углицького на кладовищі Яцево.

## Роботи

Дзвіниця та церква-хрещальня в ім'я Святого Георгія Змієборця комплексу Свято-Михайлівського храму в Чернігові

- Проєкт перепланування Красного мосту в Чернігові (втілено 1964);
- Пам'ятний знак на братській могилі на Петропавлівському кладовищі;
- Проєкт прокладання вулиці Ріпкинської у Чернігові;
- Пам'ятник В. Леніну в Чернігові (1967, дем. 2014);
- Проєкт Алеї Героїв у Чернігові (втілено 1970, рек. 2018);
- Пам'ятник В. Антонову-Овсієнку в Чернігові (1973, дем. 2015);
- Пам'ятник М. Кирпоносу в Чернігові (1981, перен. 2018);
- Пам'ятник М. Попудренку в Чернігові (1982);
- Пам'ятник В. Сеньку в Чернігові (1989, перен. 2018);
- Проєкт храму Святителя Феодосія Углицького в Чернігові на кладовищі Яцево (завершено 1996);
- Проєкт дзвіниці та церкви-хрещальні в ім'я Святого Георгія Змієборця комплексу Свято-Михайлівського храму в Чернігові (завершено 2011);
- Проєкт храмового комплексу Всіх святих Чернігівських (розпочато 2001) тощо.